# Divisione corazzata "Pozzuolo del Friuli"
La Divisione corazzata "Pozzuolo del Friuli" è stata una unità dell'Esercito Italiano, che nel secondo dopoguerra ha operato per poco più di un lustro a cavallo della metà degli anni cinquanta costituendo una delle tre divisioni corazzate dell'Esercito Italiano insieme alle Divisioni "Ariete" e "Centauro".

## Storia
La Divisione corazzata "Pozzuolo del Friuli" è stata costituita in base al foglio SME dell'11 dicembre 1952 formandosi a Roma a partire dal 1º gennaio 1953, su comando, squadrone cavalleria blindata, 4º Reggimento carristi, 1º Reggimento bersaglieri, 133º Reggimento artiglieria corazzata, compagnia genio pionieri, compagnia trasmissioni e servizi.
Il Comando di Divisione è diventato operativo dal maggio 1953 con la sede del comando divisionale spostata a Civitavecchia, completando gli organici.
Ordine di battaglia
- 4º reggimento carristi
  - I Battaglione carri
  - II Battaglione carri
  - III Battaglione carri
- 1º Reggimento bersaglieri
  - I Battaglione bersaglieri
  - VII Battaglione bersaglieri
  - IX Battaglione bersaglieri
  - Compagnia bersaglieri controcarri
- Squadrone cavalleria blindata "Lancieri di Firenze" - M8 Greyhound
- 1º Reggimento artiglieria corazzata
  - I Gruppo cannoni semoventi
  - II Gruppo cannoni semoventi
  - III Gruppo cannoni semoventi
  - IV Gruppo cannoni semoventi - M7 Priest
  - V Gruppo controaerei leggero - M1 40/56
  - VI Gruppo controaerei leggero
- Battaglione genio pionieri
- Compagnia trasmissioni
- Comando unità servizi

La numerazione del reggimento artiglieria è stata cambiata in 1º Reggimento artiglieria. Il 30 giugno 1955 sono state costituite la compagnia genio pontieri divisionale e la sezione aerei leggeri, mentre dal 1º ottobre 1956 lo squadrone blindato ha assunto la denominazione di  "Lancieri di Firenze", e nel 1957 è stato costituito il Comando Servizi divisionale.
Con la riorganizzazione del 1958 che prevedeva alla fine dell'anno lo scioglimento della Divisione, per la riduzione delle divisioni corazzate da tre a due, il 1º maggio il 4º reggimento carristi è passato alle dipendenze della Divisione "Legnano" con la denominazione di 4º Reggimento fanteria corazzato, cedendo al 1º Reggimento bersaglieri due battaglioni carri, ed acquistando da questo un battaglione bersaglieri, mentre il I° gruppo del 1º Reggimento artiglieria passa alle dipendenze dell'11º Reggimento artiglieria. Il 1º novembre viene sciolto
il Comando unità servizi, ed il 1º dicembre il 1º Reggimento bersaglieri cede un battaglione carri ed un battaglione bersaglieri al 182º Reggimento fanteria corazzata "Garibaldi", a Sacile, alle dipendenze della Divisione "Folgore" mentre il II° gruppo del 1º reggimento artiglieria passa alle dipendenze al 33º Reggimento artiglieria da campagna sempre alle dipendenze della "Folgore". Con la soppressione della Divisione, avvenuta il 31 dicembre, la sezione aerei leggeri divisionale viene inserita nel 1º Reggimento bersaglieri che passa alle dipendenze della Divisione "Granatieri di Sardegna", con la denominazione di 1º Reggimento bersaglieri corazzato, mentre il III° Gruppo semovente del 1º Reggimento artiglieria
passa al 13º Reggimento artiglieria da campagna della Divisione "Granatieri di Sardegna".
Il nome "Pozzuolo del Friuli" è passato al Comando Brigata di cavalleria, costituitosi il 1º aprile 1957 a Gradisca d'Isonzo, che dal 1º gennaio 1959 ha assunto la denominazione di Brigata di cavalleria "Pozzuolo del Friuli".

## Equipaggiamento
- M26 Pershing - carro armato medio in dotazione al 4º reggimento carristi
- M3 Half-track - veicolo trasporto truppe blindato in dotazione ai battaglioni del 1º Reggimento bersaglieri
- M8 Greyhound - autoblindo in dotazione allo Squadrone cavalleria blindata "Lancieri di Firenze"
- M7 Priest - semovente d'artiglieria in dotazione ai gruppi cannoni semoventi del 1º Reggimento artiglieria corazzata
- M1 da 40/56 - cannone antiaereo in dotazione ai gruppi controaerei leggeri del 1º Reggimento artiglieria corazzata
- M40 da 106 mm s.r. - cannone in dotazione alla compagnia controcarri del 1º Reggimento bersaglieri
- M30 - mortaio da 107 mm in dotazione alla compagnia mortai del 1º Reggimento bersaglieri

## Nome
Il nome ricorda la battaglia di Pozzuolo del Friuli che si svolse durante la prima guerra mondiale tra il 29 e il 30 ottobre 1917 tra reparti di cavalleria del Regio Esercito Italiano e reparti delle armate austro/tedesche.